# WDSU
WDSU est une station de télévision américaine située à La Nouvelle-Orléans, en Louisiane. Elle est détenue par Hearst Television, filiale de Hearst Corporation, et fait partie du réseau de télévision NBC.

## Histoire
La station a officiellement commencé à émettre le 18 décembre 1948 ; elle est à ce titre la première station de télévision de l'État de Louisiane, la sixième du Sud des États-Unis et la 48e des États-Unis. La station est fondée par l'homme d'affaires de la Nouvelle-Orléans Edgar B. Stern, Jr., récent propriétaire de la station de radio WDSU (diffusant ses programmes sur 1280 AM et 93,3 FM, devenues par la suite respectivement WODT (en) et WQUE-FM (en)) qu'il a acquis pour 750 000 $. La station est depuis son origine affiliée au réseau de télévision NBC, conséquence du fait que la station de radio homonyme était, de longue date, une radio du réseau NBC Red. La station diffuse cependant des programmes des trois autres réseaux que sont CBS, ABC et DuMont.

## Télévision numérique terrestre
| Canal virtuel | Image | Ratio | Programmation                          |
| ------------- | ----- | ----- | -------------------------------------- |
| 6.1           | 1080i | 16:9  | Programmation principale WDSU / NBC HD |
| 6.2           | 4:3   | 480i  | Me-TV                                  |